# مقاطعة فريدك-ميستك
مقاطعة فريدك-ميستك (بالتشيكية: Okres Frýdek-Místek)‏ هي مقاطعة (أوكريس) في إقليم مورافيا-سيليزيا في جمهورية التشيك.
عاصمة هذه المقاطعة هي فريدك-ميستك.

## اقرأ أيضاً
- مقاطعات جمهورية التشيك